# یرانوهی آسلامازیان
یرانوهی آرشاکی آسلامازیان (ارمنی: Երանուհի Ասլամազյան؛ انگلیسی: Yeranuhi Aslamazyan؛ زاده ۱۵ آوریل ۱۹۰۹ - درگذشته ۴ فوریهٔ ۱۹۹۸) نقاش تک‌چهره و منظره‌نگاری اهل ارمنستان بود.

## زندگی‌نامه

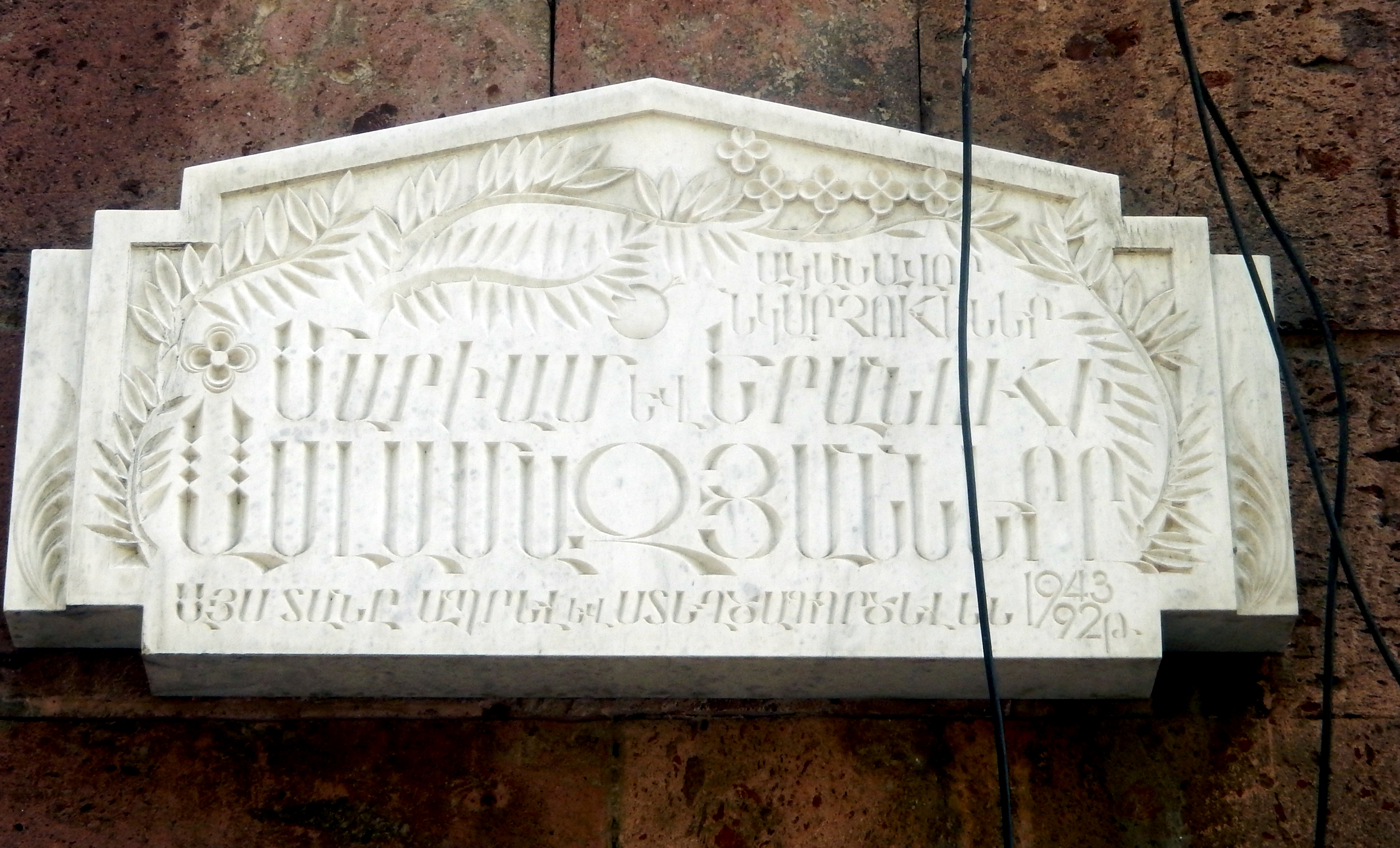

وی در ۲۸ آوریل [سبک قدیمی: ۱۵ آوریل] ۱۹۰۹ در hy:Բաշ-Շորագյալ در به دنیا آمد و از آکادمی امپریال هنر سنت پترزبورگ (۱۹۳۷) فارغ‌التحصیل گشت. وی همچنین برنده جوایزی همچون نقاش شایسته ارمنستان شوروی شد. وی در ۴ فوریهٔ ۱۹۹۸ در سن ۸۸ سالگی در مسکو درگذشت.

## نگارخانه

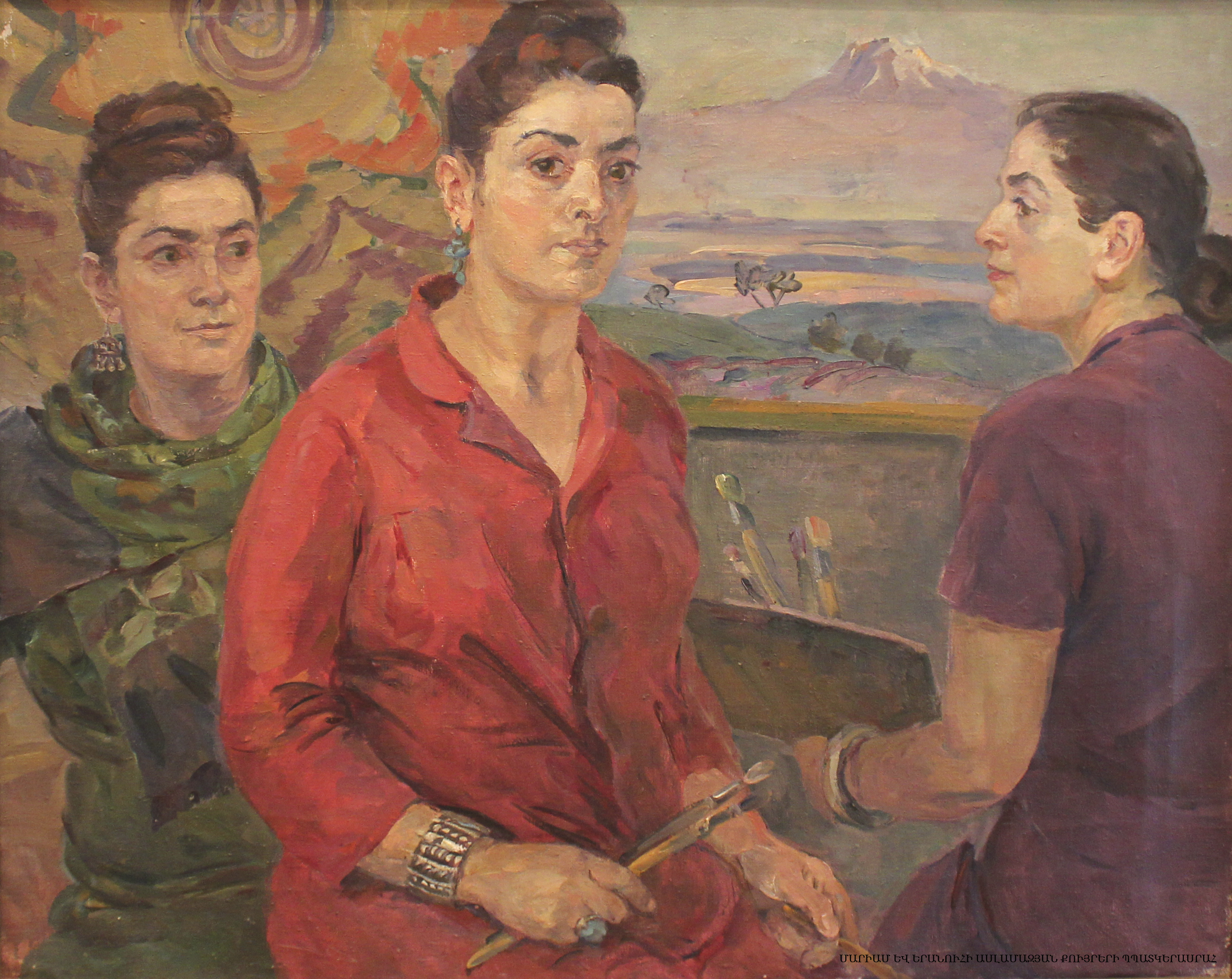
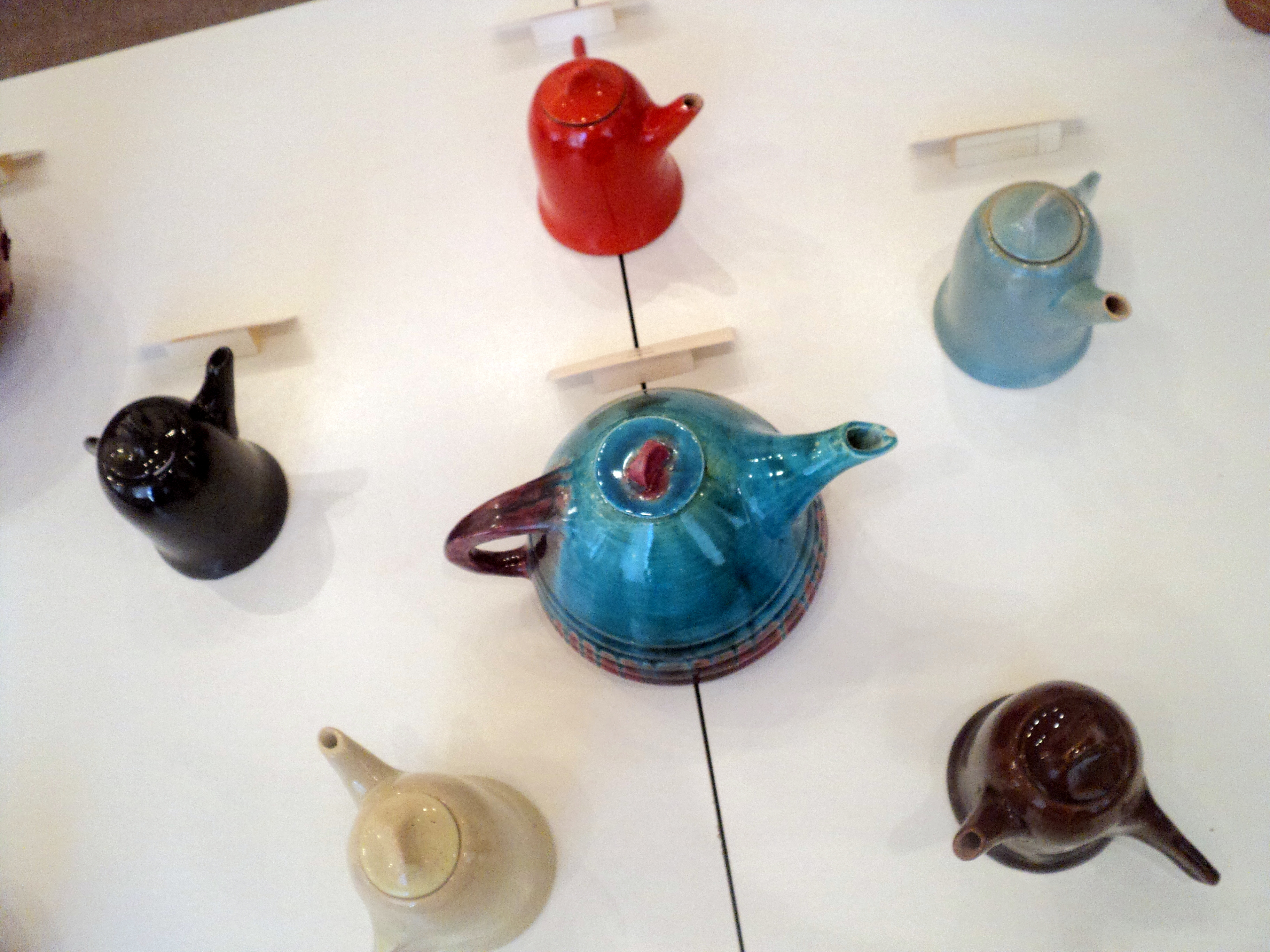
موزه خواهران آسلامازیان»،  گیومری
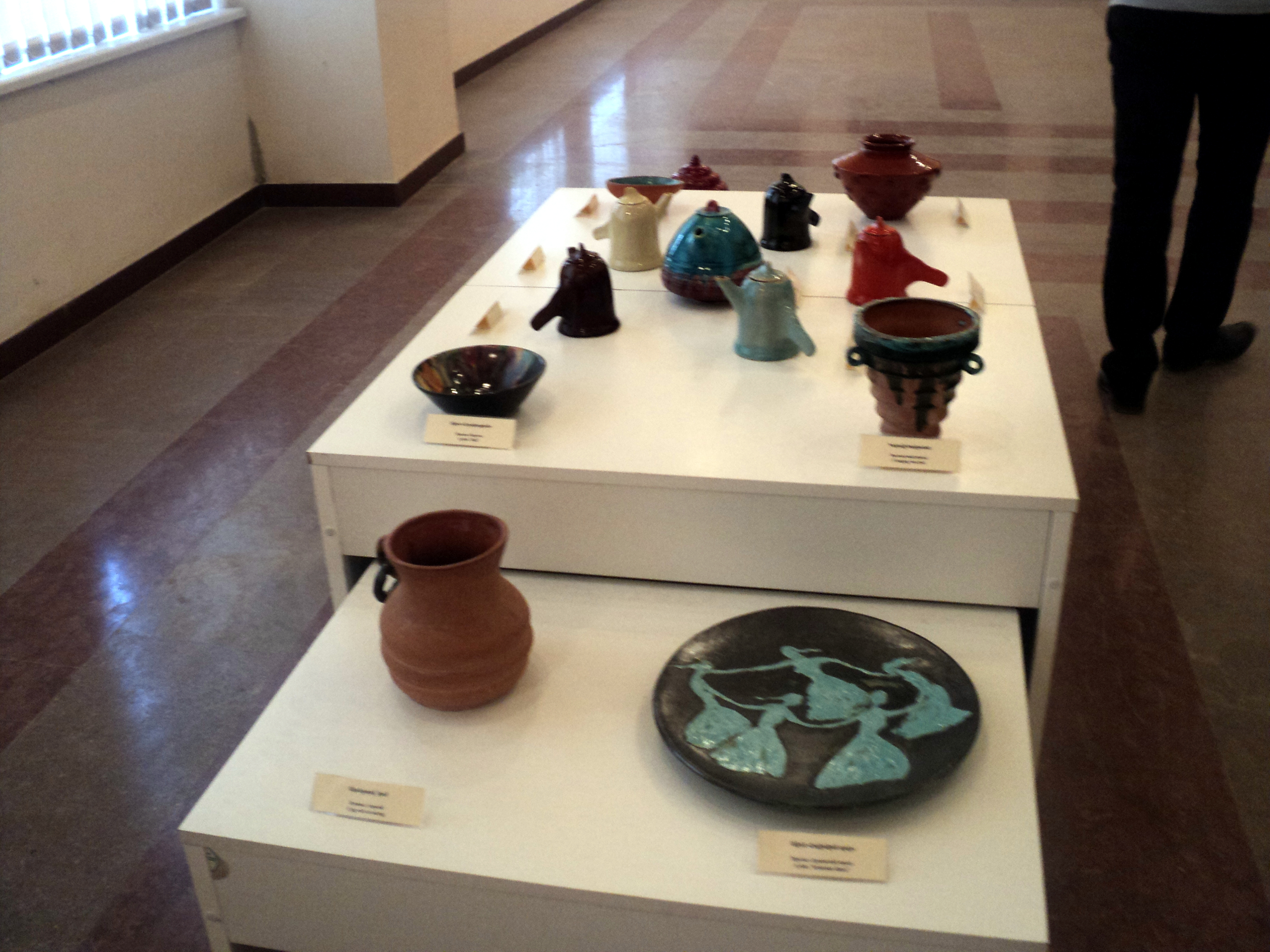
«موزه خواهران آسلامازیان»،  گیومری
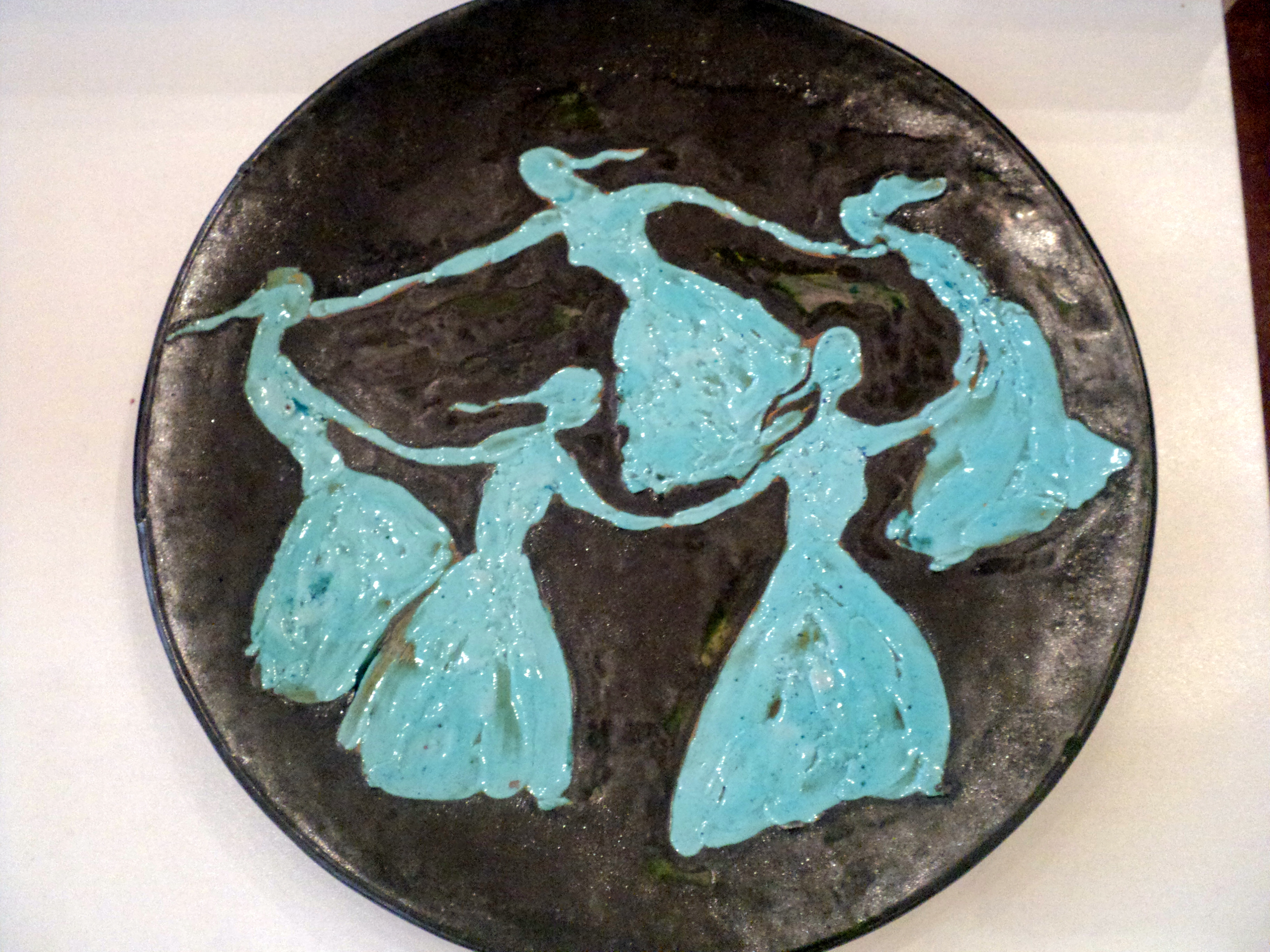
«موزه خواهران آسلامازیان»،  گیومری
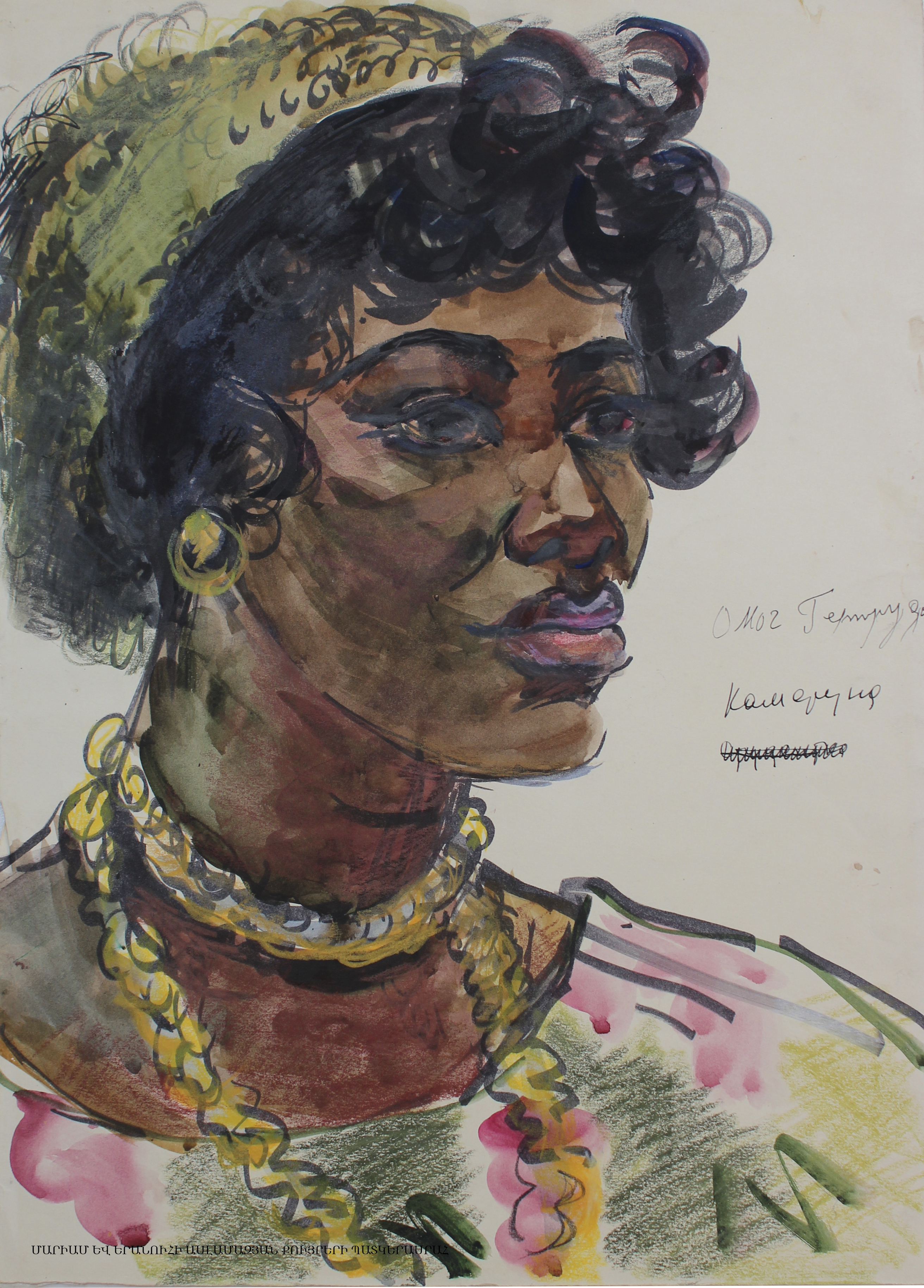
Օմուգ Գերտրուդան Կամերունից